# 阿舒拉节
阿舒拉節（阿拉伯语：عاشوراء）原意為「第十」，發生在伊斯蘭曆每年穆哈蘭姆月的第十天。相傳這一天摩西帶領以色列子民穿越紅海，逃離埃及，故猶太人在此日齋戒、懺悔以紀念之。視摩西為「五大先知」之一的伊斯蘭社群，在默罕默德時期便已形成在此日齋戒的習俗。然而隨著後來訂「拉馬丹」月（Ramadhan）齋戒為宗教義務之一，便不再強制於阿舒拉日齋戒。
在一些穆斯林國家，如阿富汗、伊朗、土耳其、阿塞拜疆、伊拉克、黎巴嫩、巴林和巴基斯坦，也包括一些非穆斯林國家如印度，都將穆哈蘭姆月十日（阿舒拉）定為公眾假期。該日所舉行儀式是什葉派穆斯林最重要的儀式之一，其地位有時甚至超越開齋節、宰牲節，且以盛大、震撼人心的儀式著稱。

## 起源
公元622年，先知穆罕默德到達麥地那，發現該地的猶太人在穆哈蘭姆月的第十天實行懺悔與齋戒。這是因為安拉在這一天將以色列人從埃及人手中救出，摩西將這一天定為他們的懺悔與齋戒之日以感谢安拉。默罕默德將這一天也定為穆斯林的齋戒之日。由於後来安拉將九月（賴買丹月）定為穆斯林的齋月，阿舒拉节的齋戒便演變為自願性的。
卡爾巴拉戰役
穆罕默德的女婿阿里殉難後，穆阿威葉一世奪取哈里發的位置，成立倭馬亞王朝。穆阿威葉一世指定他的儿子耶齊德繼任哈里發，把伊斯蘭國家通過協商推選哈里發的民主制度變為王朝世襲制。
耶齊德命令麥地那長官逼迫伊瑪目侯賽因向他宣誓效忠，若侯赛因拒絕效忠就殺死他。穆罕默德之外孫，阿里之子伊瑪目侯賽因拒絕向穆阿威葉一世之子耶齊德一世效忠，按古蘭經規定，麥加禁寺是禁地，其周圍不能厮殺，在麥加城内穆斯林的生命不可侵犯。但他知道伍麥葉人不理會這些禁例，因此于公元680年帶家屬離開麥加。
在去往庫法的路途中，他們在一个叫卡爾巴拉的地方遭到耶齊德隊伍的襲擊，而就在此地發生了卡爾巴拉戰役。伊瑪目候賽因率領72名眷屬和弟子面對的是數千裝備精良的敵軍，這次戰爭雖然只持續了一天的時間，但是伊瑪目候賽因及其戰友全部犧牲。耶齊德的軍隊殺害了先知的后裔伊瑪目候賽因及其72名戰友後，又用鞭子抽打哭泣得滿臉是淚的婦女和兒童。
如今每當阿舒拉日來臨時，世界各地數以百萬計的穆斯林為伊瑪目候賽因及其72位戰友舉行悼念活動，悼念他們為伊斯蘭教做出的無私奉獻。甚至在歷史上許多非穆斯林學者和思想家們對耶齊德殺害先知穆罕默德外孫的殘酷卑鄙行徑提出強烈譴責。伊瑪目侯賽因起義已經過去14个世纪了，至今人們仍把他作為反霸權和反暴虐统治的榜樣。

## 習俗
世界各地穆斯林尤其是什葉派都會紀念阿舒拉日。為了緬懷阿舒拉日遭到迫害的烈士，什葉派穆斯林會穿上深色的衣服上街遊行以示哀悼。
伊朗什葉派最高領袖哈梅内伊表示：「以傳統和常規方式進行哀悼是接近至高安拉之舉，並能獲得真主的賞賜與回報，但是要杜絕一切玷污宗教的舉動。凡是傷害身體的行為都是禁止（Haram）的。」
世界其他一些教派的穆斯林往往在阿舒拉日齋戒，食用具有本地特色的麵食。而這些食物的起源也各有各的傳說，如回族的格迪目派的阿舒拉飯據說是諾亞在大洪水中將各種豆類雜糧煮熟後做成的。馬來西亞傳說是穆罕默德將一個大缸内的所有食物碎屑混合起来後做成的。
什葉派特殊悼念儀式
有些什葉派信徒們為紀念「阿舒拉節」，會以尖銳武器鞭打自己的身體，旨在悼念穆罕默德外孫伊瑪目海珊，在西元680年帶領戰友對抗違犯伊斯蘭罪行奪權的耶齊德而身亡的歷史，穆斯林什葉派為紀念伊瑪目海珊，不少人會以自殘方式悼念。
儀式中，信徒會將刀械裝上鏈條，並拍打自己的背部與頭部，也有男子拿刀切割孩子的頭部來完成悼念。

## 在逊尼派伊斯兰教中
一些逊尼派传统中也存在类似的阿舒拉起源故事。 另外，逊尼派权威文献中有传统记载，称阿舒拉禁食是古伊斯兰前的古莱氏部落习俗，穆罕默德在麦加时期也曾遵守此习。 一些早期逊尼派传统（许多被归类为不可靠）， 可能由倭马亚（統治時期 661–750）编造， 将阿舒拉与多种吉祥事件联系起来：这一天，摩西分开了红海， 诺亚从诺亚方舟上下来， 上帝宽恕了亚当，约瑟夫获释，耶稣、亚伯拉罕和亚当出生，穆罕默德受孕， 以及约拿从吞他的鱼腹中获释。 穆哈兰姆月第九天的禁食，称为塔苏阿，是后期增添的，可能是为了区别穆斯林与犹太人。

### 习俗
在逊尼派伊斯兰教中，穆哈兰姆月的第九和第十天是自愿禁食的日子，逊尼派法学家强烈鼓励此举。 虽然并非所有逊尼学者都认可， 阿舒拉也被视为向上帝表达感恩（shukr）的日子，是一个喜庆的场合，通过虔诚的行为和合适的欢庆表达来庆祝。 因此，阿舒拉对许多逊尼派来说是一个重要的节日，这与什叶派形成对比，后者在这一天哀悼穆罕默德的孙子侯赛因·伊本·阿里及其随从在680年卡尔巴拉战役中的被屠杀。 这些逊尼派庆祝活动要么是作为对什叶派阿舒拉习俗的回应发展起来，要么受到伊斯兰前传统的影响。 按照前者观点，在倭马亚哈里发阿卜杜勒-马利克·伊本·马尔万（統治時期 685–705）统治时期，阿舒拉被作为公共节日庆祝，以对抗侯赛因的纪念。 阿拔斯王朝哈里发al-Qadir（統治時期 991–1031）也在巴格达（伊拉克）实行类似做法。 另一个例子是公元973年阿舒拉，在布伊王朝时期的巴格达，一群逊尼派民众重演了656年的骆驼之战，反对什叶派首位伊玛目阿里·伊本·阿比·塔利卜。
无论这些庆祝活动的起源如何，到逊尼派法学家伊本·泰米叶（Template:Died in）时代，这些习俗已经牢固确立。当时有人写信给他，称人们在阿舒拉这天欢庆，沐浴、打扮、互致问候并烹煮谷物。 例如，在马格里布地区，阿舒拉如今通过禁食、施舍、祭奠亡者、烹制特色菜肴、跳过篝火和嘉年华等方式庆祝。 然而，尤其是在南亚，一些逊尼派直到现代仍参与什叶派的阿舒拉仪式。 苏菲派也常纪念侯赛因的逝世，尤其是在早期，尽管这与逊尼派精英的观点有所不同。 对苏菲派而言，阿舒拉并非悲剧，而是庆祝侯赛因及其同伴通过殉难在神圣中实现永生。

### 伊本·泰米叶
针对关于阿舒拉庆祝和哀悼的法律依据的询问，伊本·泰米叶拒绝在阿舒拉进行哀悼或庆祝，理由是他认为穆罕默德并未实行这些行为。然而，伊本·泰米叶鼓励在阿舒拉禁食，以效仿穆罕默德。伊斯兰学者M. Katz质疑伊本·泰米叶的判断，认为他未考虑到逊尼派传述中穆罕默德为庆祝阿舒拉而禁食的记载，暗示伊本·泰米叶剥夺了禁食的更高意义。

## 在什叶派伊斯兰教中

### 卡尔巴拉战役
在什叶派伊斯兰教中，阿舒拉纪念穆罕默德的孙子、第三位什叶派伊玛目侯赛因·伊本·阿里的殉难。 侯赛因于穆哈兰姆月10日61年伊斯兰历（公元680年10月10日）在卡尔巴拉战役中被杀害，当时他与大多数男性亲属及其小随从一同被倭马亚哈里发亚兹德·伊本·穆阿维叶（統治時期 680–683）的军队包围数日，并被切断了附近幼发拉底河的饮用水。战役结束后，侯赛因营地中的妇女和儿童被俘虏，并押送至叙利亚首都大马士革。这场战斗是在谈判失败且侯赛因拒绝向亚兹德效忠之后发生的，亚兹德常被穆斯林历史学家描绘为不虔诚和不道德的人。 战斗地点位于通往附近库法的卡尔巴拉沙漠地带，库法居民曾邀请侯赛因领导他们反抗亚兹德。

### 重要性

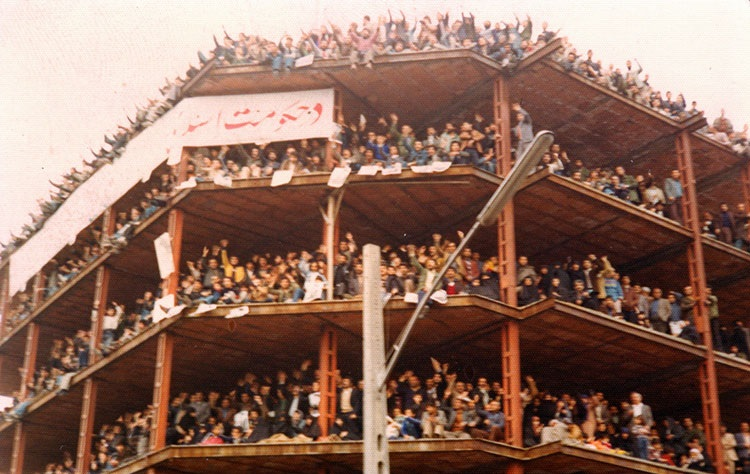
1978年伊朗反对巴列维政权的阿舒拉示威

阿舒拉对什叶派穆斯林来说是哀悼和悲痛的日子。 他们的伊玛目们也如此纪念阿舒拉， 并常常鼓励什叶派社区效仿。 例如，归于什叶派伊玛目阿里·里达（Template:Died in）的一则传统将阿舒拉描述为哀悼和对物质事务的庄重放弃之日。 什叶派传统也否定那些将阿舒拉视为喜庆日的逊尼派圣训，认为其为伪造。 事实上，归于什叶派伊玛目的传统禁止在这一天禁食， 并警告那些将阿舒拉当作祝福日庆祝者将受永罚。
在什叶派伊斯兰教中，卡尔巴拉象征着善恶之间的永恒斗争， 是自我牺牲的巅峰， 也是对穆罕默德先知使命的终极破坏。 历史上，这一事件促使什叶派社区形成独特教派，并至今仍是其宗教身份的重要组成部分。 一方面，哀悼者与侯赛因同感痛苦，并希望借助他的代求在审判日获益。 另一方面，他们将哀悼侯赛因视为反抗压迫的抗议行为，是为神而战（[[[圣战]]] 错误：{{Transl}}：拉丁字母轉寫第 3 個字元「圣」不是拉丁字母。（帮助））的斗争，因此也是一种崇拜行为。

### 仪式

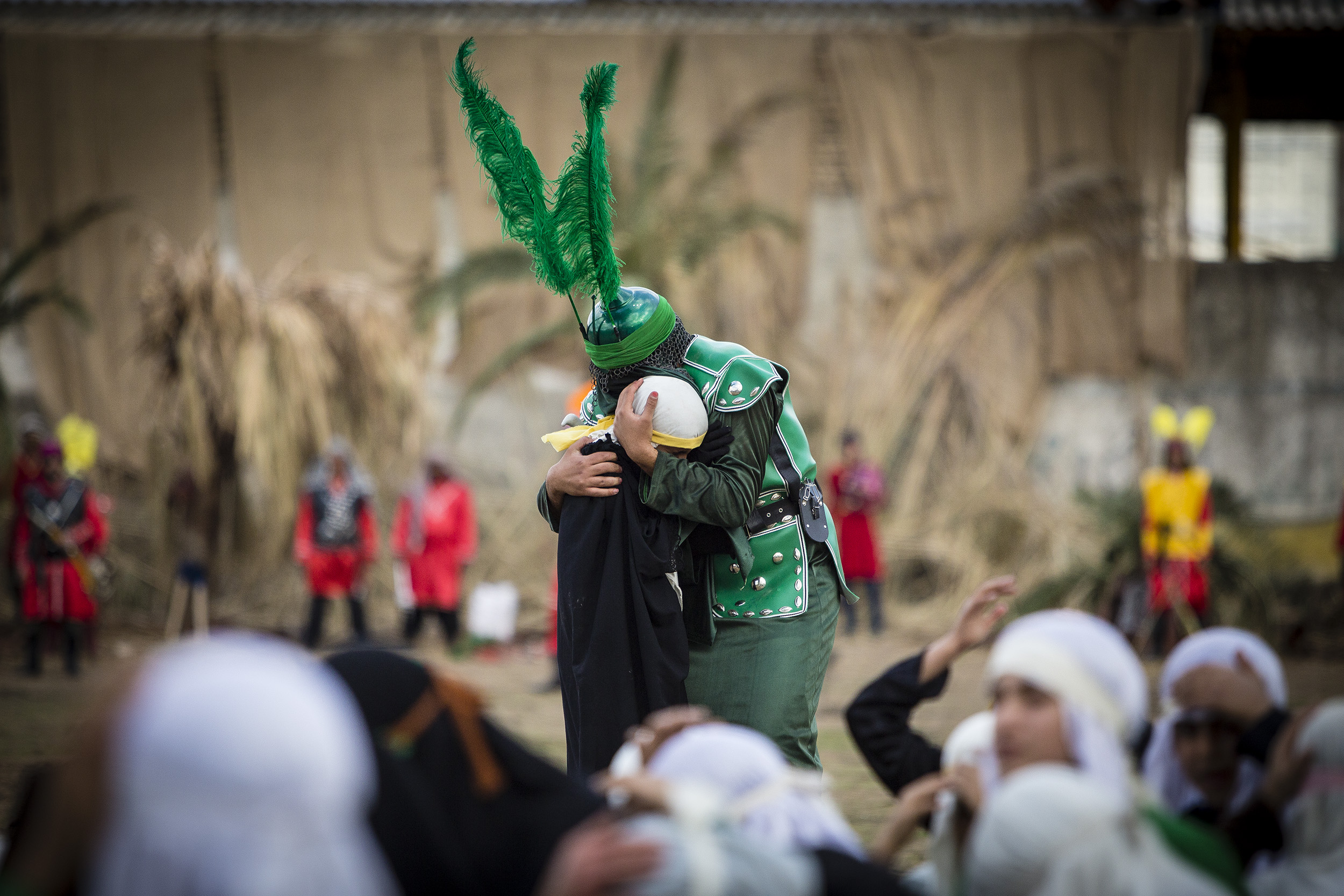
伊朗什叶派悲情戏剧（ta'ziya）

除了前往位于伊拉克卡尔巴拉的侯赛因圣陵朝圣外， 什叶派穆斯林每年在穆哈兰姆月和萨法尔月期间纪念卡尔巴拉事件。 大多数仪式集中在穆哈兰姆月的前十天，以阿舒拉当天在主要什叶派城市举行的游行达到高潮。 仪式的主要部分（majalis，单数majlis）是讲述卡尔巴拉故事（rawza-khwani，qiraya）， 以及朗诵挽歌与哀歌（nawha，niyaha，marsia-khwani）， 旨在激发听众的同情并感动落泪。 majlis通常在专门的建筑或场所举行，这些场所被称为Husayniya、takiya、imambarah或azakhana。 哀悼集会的另一个组成部分是参与者随着卡尔巴拉挽歌的节奏进行自我鞭笞。 这种源自古代阿拉伯人习俗的自我鞭笞， 以轻度形式表现为用手击打脸部和胸部以表达悲痛（latm，sina-zani，matam），在当今什叶派社区中较为普遍。 但也存在极端形式的自我鞭笞（tatbir，tiq-zani，qama-zani），参与者通常用附有剃刀片的刀、剑或链条击打额头或背部。 自90年代中期起，伊朗及黎巴嫩的什叶派社区禁止这种器械鞭笞， 许多什叶派教士也谴责此行为， 该习俗在什叶派中仍具争议。

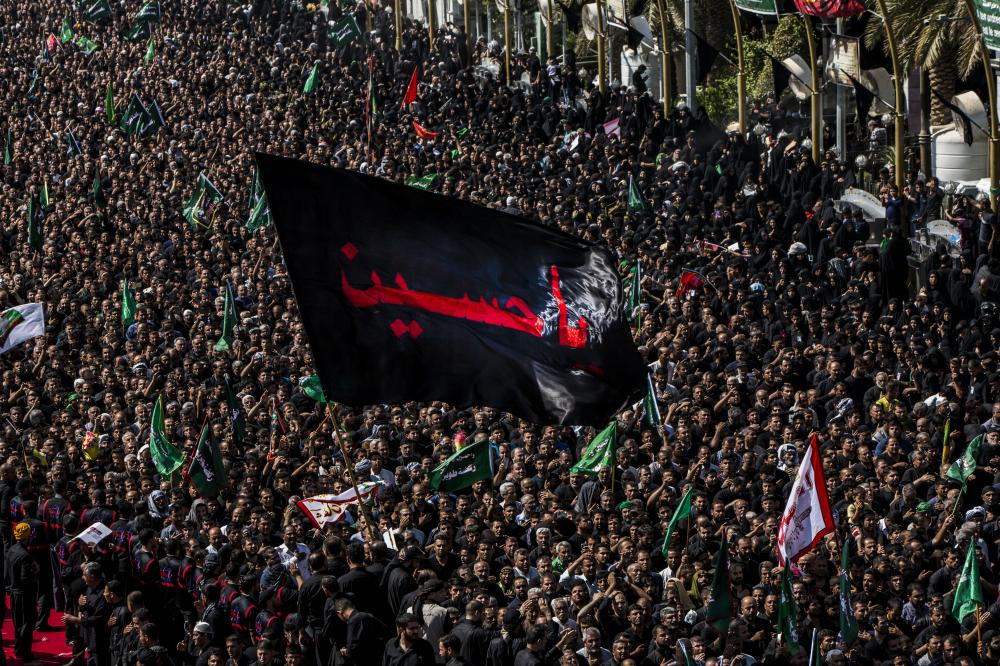
伊拉克卡尔巴拉的Tawarij游行

另一种哀悼仪式是对卡尔巴拉故事的戏剧性重演（ta'ziya，shabih-khwani），现今在伊朗、波斯湾西岸及黎巴嫩仍有实践。 阿舒拉当天，这些表演总是重现“侯赛因殉难”的场景。 在卡尔巴拉，每年阿舒拉当天都会重演倭马亚军队焚烧侯赛因帐篷及俘虏妇女儿童的情景。 穆哈兰姆月期间，尤其是阿舒拉， 哀悼者游行（dasta，mawkib）穿行街头， 高唱哀歌与挽歌， 有时伴随自我鞭笞。 例如，在卡尔巴拉的tawarij游行中，男性及随后女性哀悼者在阿舒拉下午赤脚步行至侯赛因圣陵。 根据地区不同，游行会携带象征物，如alam（直译：「旗帜」）， nakhl（直译：「枣椰树」）， ta'ziya， 和tadjah。 Alam象征侯赛因在卡尔巴拉的旗帜， 而后三者象征他的灵柩或墓地。

## 阿舒拉期间的恐怖袭击
阿舒拉有时成为逊尼派对什叶派穆斯林施暴的时机，什叶派在许多穆斯林社区中常为少数群体。 例如，在印度，逊尼派活动家赛义德·艾哈迈德·巴雷尔维（Template:Died in）反对阿舒拉仪式，并可能夸大其词地吹嘘摧毁了数千座专用于仪式哀悼的伊玛巴拉建筑。 以下列举部分针对阿舒拉活动的恐怖袭击事件：
1940年2月21日：印度德里阿舒拉游行遭投掷炸弹袭击。
1994年6月20日：伊朗马什哈德伊玛目礼萨圣陵发生炸弹爆炸，造成20人死亡。
2004年3月2日：伊拉克卡尔巴拉和纳杰夫发生炸弹爆炸，造成超过180名什叶派信徒死亡，5000人受伤。
2008年1月19日：伊拉克两起阿舒拉游行袭击，9人死亡。
2009年12月28日：巴基斯坦卡拉奇阿舒拉游行发生炸弹爆炸，造成43人死亡，60人受伤。
2011年12月6日：伊拉克中部多起阿舒拉游行炸弹爆炸，30人死亡。
2011年12月6日：阿富汗喀布尔两起阿舒拉哀悼者炸弹爆炸，80人死亡，160人受伤。
2015年10月24日：孟加拉国达卡一座清真寺发生炸弹爆炸，造成1名信徒死亡，80人受伤。